# 修水戰鬥
修水戰鬥發生於1926年9月6－11日，地點則是在中國贛西北一帶，是國民革命軍北伐戰爭的戰鬥之一。修水戰鬥的交戰雙方，一方為國民革命軍，另一方為蘇四師。

## 參看
- 中華民國北洋政府時期內戰戰鬥列表